# Église de Christian
 (décembre 2019).
Si vous disposez d'ouvrages ou d'articles de référence ou si vous connaissez des sites web de qualité traitant du thème abordé ici, merci de compléter l'article en donnant les références utiles à sa vérifiabilité et en les liant à la section « Notes et références ».
L’église de Christian est une église de Copenhague, au Danemark, située dans le quartier de Christianshavn. Elle fut construite pendant la période 1754 – 1759 et se nommait originellement église allemande de Frédéric, et a servi pendant de nombreuses années d'église à la communauté allemande de Christianshavn (tandis que l'église Saint Pierre était et est toujours destinée aux Allemands de Copenhague). L'église changea de nom en 1901 pour « église de Christian ».

## Histoire
L'église allemande de Frédéric fut construite par la communauté allemande de Christianshavn. La communauté se retrouvait dans l'église de Notre-Sauveur jusqu'à obtenir la permission de Christian VI de construire sa propre église sur Christianshavn. Le roi fit don du terrain de la saline au bout de Strandgade à la communauté et insista que l'église soit façonnée et placée selon ses souhaits. Christian VI donna l'autorisation d'organiser une loterie pour constituer l'assise économique de la construction. C'est pourquoi l'église est surnommée l'église de la loterie. L'église fut utilisée par la communauté allemande de Christianshavn jusqu'à être destituée en 1886. Depuis 1901, l'église est l'église de la paroisse de Christian, qui comprend une partie de Christianshavn et de Slotsholmen.

## Construction de l'église
Le bâtiment a été dessiné par Nicolai Eigtved et fut construit après sa mort par son gendre, le constructeur Georg David Anthon. Le bâtiment est rectangulaire avec une tour sur la façade principale, dans la direction nord. La tour est, avec la flèche, haute de 70 m. La flèche fut installée en 1769 et a été dessinée par G.D. Anthon.

## Intérieur
L'aménagement de l'espace de l'église est particulier. Selon le modèle allemand, c'est une église de prêche, où les places des auditeurs sont organisées quasiment comme dans un théâtre. Le long des murs est, nord et ouest, on trouve des loges sur trois étages avec la chaise du roi au milieu de la porte d'entrée. l'autel, la chaise de prêche et l'orge sont placés les uns au dessus des autres sur le mur sud. Les fonts baptismaux de marbre norvégien se tiennent à gauche de la table de l'autel.

## Sépultures
On trouve plusieurs monuments sépulcraux dans la crypte de l'église allemande de Frédéric. Un des plus grands est le caveau familial de la famille Heering. Des inhumations ont lieu depuis 1761 jusqu'à nos jours (plus dans des cercueils mais dans des urnes). On trouve des noms et des fleurs sur le sol de la crypte. La crypte de l'église de Christian est toujours utilisée comme lieu de sépulture.